# Krivaja
Krivaja (v srbské cyrilici Криваја) je řeka v Bosně a Hercegovině. Dlouhá je cca 70 km.
Řeka vzniká soutokem menších řek Bioštica a Stupačnica ve městě Olovo. Protéká vesnicemi Boganovići, Cunista, Vozuća, Brezik a Kovači. Do řeky Bosny se vlévá jako její pravý přítok u obce Zavidovići. Známá je jako turistický cíl a v letních měsících slouží často pro rafting. Podle řeky byla také nazývána středověká župa Krivaja. Jediným pravým přítokem řeky je Mala Maoča, levými přítoky jsou Orlja a Vojnica.